# Прогресс М-34
Прогресс М-34 — транспортный грузовой космический корабль (ТГК) серии «Прогресс», запущен к орбитальной станции «Мир». Серийный номер 234.
При перестыковке ТГК и орбитальной станции (ОС) «Мир» произошло столкновение грузового корабля и станции. В результате столкновения произошла разгерметизация модуля «Спектр», приведшая к потере модуля. Находившиеся на борту комплекса космонавты не пострадали.

## Цель полёта
Доставка на ОС более 2400 килограммов различных грузов, в числе которых топливо, запас кислородной смеси, средства индивидуальной защиты, сменные узлы и блоки, научная аппаратура, посылки для членов экипажа. Доставка запасных частей, шунтов для запуска одной из установок «Электрон».

## Хроника полёта
- 06.04.1997, в 19:04:05 (MSK), (16:04:05 UTC) — запуск с космодрома Байконур;
- 08.04.1997, в 20:30:03 (MSK), (17:30:03 UTC) — осуществлена стыковка с ОС «Мир» к стыковочному узлу на агрегатном отсеке служебного модуля «Квант». Процесс сближения и стыковки проводился в автоматическом режиме;
- 24.06.1997, в 13:22:45 (MSK), (10:22:45 UTC) — осуществлена расстыковка от ОС «Мир»;
- 25.06.1997, в 12:10:00 (MSK), (09:10:00 UTC) — при попытке 2-й стыковки, в режиме телеоператорного управления, произошло столкновение ТГК «Прогресс М-34» с модулем «Спектр» ОС «Мир».

Причиной столкновения ТГК со станцией «Мир» явилось изменение массово-инерционных характеристик и смещение центра масс ТГК, что заметно повлияло на эффективность управления ТГК и на обеспечение безопасности;
- 02.07.1997, в 15:03:47 (MSK), (12:03:47 UTC) — окончание существования ТГК.

## Перечень грузов
Суммарная масса всех доставляемых грузов: 2430,4 кг.